# Namborn (Ort)
Namborn ist der namensgebende Ortsteil für die Einheitsgemeinde Namborn im Landkreis St. Wendel im Saarland. Der Ortsteil Namborn bildet mit dem Ortsteil Heisterberg den gemeinsamen Gemeindebezirk Namborn/Heisterberg.

## Geographie
Der Ortsteil liegt auf ca. 340 m ü. NN und wird von dem Glahrenfloß und dem Hettersbach durchflossen.

## Geschichte
Die urkundliche Ersterwähnung war 1360 als Nuimborn. Namborn gehörte ab 1278 bis 1766 zum Herzogtum Lothringen (Amt Schaumburg). Im Wege der Erbfolge fiel Lothringen dann an das Königreich Frankreich. Durch Vertrag vom 15. November 1786 kam das ehemalige Amt Schaumburg an das Herzogtum Pfalz-Zweibrücken. Namborn bildete nach der Französischen Revolution als einziger Ort der heutigen Gemeinde Namborn eine eigene Mairie (Mairie Namborn). Namborn gehörte zum Arrondissement Thionville im Kanton Tholey, und damit zum Moseldepartement während die restlichen neun Orte der heutigen Gemeinde Namborn zum Saardepartement gehörten. Daher wurde Namborn auch früher an Frankreich angeschlossen.
In der Zeit des Kulturkampfs sorgte der Namborner Aufruhr von 1874, der sich an der Verhaftung des von der preußischen Regierung »gesperrten« Pfarrers Jakob Isbert entzündete, weithin für beträchtliches Aufsehen.
Verwaltungszugehörigkeit nach 1794:
- 1798 bis 1814 – Mairie Namborn
- 1814 bis 10. Januar 1817 – Bürgermeisterei Tholey
- 11. Januar 1817 bis 30. September 1823 – Bürgermeisterei Namborn
- 1. Oktober 1823 bis 31. Dezember 1835 – Bürgermeisterei Bliesen
- 1. Januar 1836 bis 22. März 1920 – Bürgermeisterei Oberkirchen
- 23. März 1920 bis 6. Mai 1921 – Bürgermeisterei Oberkirchen-Süd
- 7. Mai 1921 bis 31. Juli 1935 – Bürgermeisterei Namborn
- 1. August 1935 bis 25. Februar 1947 – Amt Namborn
- 26. Februar 1947 bis 31. August 1951 – Verwaltungsbezirk Namborn
- 1. September 1951 bis 30. Juni 1952 – Amt Namborn
- 1. Juli 1952 bis 31. Dezember 1973 – Amt Oberkirchen-Namborn
- 1. Januar 1974 bis heute – Gemeinde Namborn

### Pfarrzugehörigkeit
Die Pfarrei Namborn ist erst 1801/1803 entstanden. Zuvor war es eine Vikarie (zur Pfarrei Bliesen). Zu ihr gehörte zunächst auch der Ort Güdesweiler, der ab 1941 jedoch eine eigene Pfarrei bildete. Der heutigen Pfarrei Namborn gehören neben dem Ortsteil Namborn noch die Ortsteile Heisterberg (seit 1835), Eisweiler, Pinsweiler (seit 1953) und Hirstein an.

## Politik

### Gemeindebezirk
Der Ortsteil Namborn (ca. 1850 Einwohner) bildet mit dem Ortsteil Heisterberg (ca. 100) den gemeinsamen Gemeindebezirk Namborn/Heisterberg, da der Ortsteil Heisterberg allein nicht die gesetzlich geforderte Mindest-Einwohnerzahl von 200 Einwohnern zur Bildung eines eigenen Gemeindebezirkes erreicht.
Der Ortsrat Namborn/Heisterberg mit neun Sitzen setzt sich nach der Kommunalwahl vom 9. Juni 2024 bei einer Wahlbeteiligung von 73,92 % wie folgt zusammen:
- CDU: 44,48 % = 5 Sitze
- SPD: 15,25 % = 1 Sitz
- Die Linke: 6,94 % = 0 Sitze
- Freie Liste Namborn: 33,33 % = 3 Sitze

### Ortsvorsteher
- 1974 bis 1984: Josef Naumann, CDU
- 1984 bis 1994: Karl Massing, CDU
- 1994 bis 2019: Hugo Frei, CDU
- 2019 bis 2024: John Gräßer, FLN
- 2024 bis ........: Birgit Litz, CDU

### Ortswappen
Nach längeren Verhandlungen bekam der Gemeindebezirk Namborn/Heisterberg im Jahre 1990 ein eigenes Ortswappen.

Beschreibung: „Durch eine eingebogene Spitz gespalten: Oben rechts in Silber ein gestümmelter roter Adler, oben links in Silber ein durchgehendes rotes Kreuz, unten in Grün ein silberner Wellenbalken, überhöht von einem silbernen Buchenblatt.“

## Entwicklung der Einwohnerzahlen
- 1819 = 412 Einwohner – Bürgermeisterei Namborn (Fürstentum Lichtenberg/Herzogtum Sachsen-Coburg) – 70 Häuser[4]
- 1843 = 484 Einwohner – Bürgermeisterei Oberkirchen (Rheinprovinz/Königreich Preußen) – 98 Wohnhäuser[5]
- 17. Mai 1939 = 1232 Einwohner – Amt Namborn (Saarland) – Volkszählung 1939[6]
- 14. Nov. 1951 = 1446 Einwohner – Amt Namborn – Volkszählung 1951
- 6. Juni 1961 = 1678 Einwohner – Amt Oberkirchen-Namborn – Volkszählung 1961 – 340 Wohngebäude[7]
- 27. Mai 1970 = 1864 Einwohner – Amt Oberkirchen-Namborn – Volkszählung 1970
- 31. Dez. 1973 = 1821 Einwohner – Amt Oberkirchen-Namborn – Gebiets- und Verwaltungsreform zum 1. Januar 1974[8]
- 25. Mai 1987 = 1739 Einwohner – Gemeinde Namborn – Volkszählung 1987[9]

## Verkehr
Durch Namborn führt die Landstraße 320 (ab Kreuzung Allerburg/B 41) von Eisweiler her kommend nach Güdesweiler. Namborn hat einen Haltepunkt an der Bahnlinie Saarbrücken – Bingen/Mainz.

## Kultur und Sehenswürdigkeiten
- Pfarrkirche Maria Himmelfahrt
- Grundschule Namborn (Marienschule)
- Kindergarten Namborn

## Persönlichkeiten
- Bernhard Cullmann (1903–1977), Maler[10]
- Otwin Massing, (* 3. Mai 1934), Politikwissenschaftler und Soziologe